# París-Roubaix 1897
La 2ª edición de la París-Roubaix tuvo lugar el 18 de abril de 1897 y fue ganada por el francés Maurice Garin. La prueba contó con 280 kilómetros y la media de velocidad fue de 28.124 km/h. La salida contó con 32 corredores profesionales. La victoria se jugó al sprint.

## Clasificación final

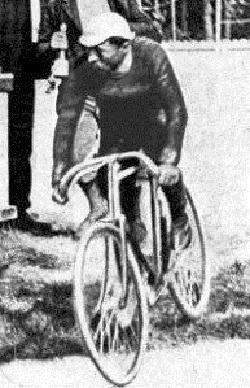
Maurice Garin ganador de la prueba

| Posición | Ciclista            | Equipo | Tiempo       |
| -------- | ------------------- | ------ | ------------ |
| 1        | Maurice Garin       | -      | 9h 57' 21"   |
| 2        | Mathieu Cordang     | -      | m. t.        |
| 3        | Michel Frederick    | -      | + 30' 21"    |
| 4        | Gaston Rivierre     | -      | + 50' 39"    |
| 5        | Jules Cordier       | -      | + 1h 42' 52" |
| 6        | Boinet              | -      | + 1h 43' 03" |
| 7        | Henri Aries         | -      | + 1h 53' 12" |
| 8        | Guillochin          | -      | + 2h 03' 30" |
| 9        | Léopold Trousselier | -      | m. t.        |
| 10       | Marcel Kerff        | -      | + 4h 16' 39" |